# A Dijiang
Dans ce nom, le nom de famille, A, précède le nom personnel.
 À Dijiang (en chinois : 阿的江, en Hanyu pinyin : Ādìjiāng), né le 21 août 1967, au Xinjiang, en République populaire de Chine, est un ancien joueur et entraîneur chinois de basket-ball. Il évolue durant sa carrière au poste de meneur.